# Eulàlia Carbonell
Eulàlia Carbonell és, des del 2023, la directora gerent de Radiocat XXL, que gestiona, entre d'altres, Rac1 i que és propietat del Grup Godó.
És una experta en comunicació audiovisual amb una trajectòria en l'àmbit televisiu i institucional. Va cursar estudis en Imatge i So i és titulada amb un màster en producció i realització televisiva per la Universitat Politècnica de Catalunya. Ha treballat com a consultora independent en estratègia comunicativa per a organismes com la Xarxa Audiovisual Local i l'Ajuntament de Terrassa. En el sector privat, ha ocupat funcions directives en diverses productores, destacant com a responsable d'operacions a Lavinia i com a productora executiva a Arena Sport Media. També va formar part anteriorment del Grup Godó, on va dirigir tant la cadena 8tv.